# Департамент підводної спадщини Інституту археології НАН України

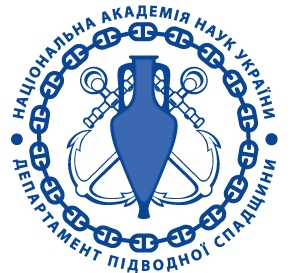
Емблема Департаменту підводної спадщини

Департамент підводної спадщини — провідна наукова організація України в галузі підводної археології, створена Інститутом археології НАН України в 2004 році, на яку покладено контроль за якістю та доцільністю проведення підводних археологічних досліджень та їх координація на всій території України, проведення наукової археологічної експертизи та планових підводно-археологічних досліджень.
Співробітниками Департаменту опрацьовано різноманітні наукові теми в галузі підводної археології, археології доби античності та середніх віків, Російсько-Турецьких воєн, Кримської війни, Громадянської війни в Росії, та 1-ї і 2-ї Світових воєн. Серед наукових робіт найвідоміші — «Реєстр підводної спадщини України», «Методика досліджень підводної спадщини України», «Енциклопедія морських катастроф України» і морська мапа «Пам'ятки підводної культурної спадщини України».
Науковцями внесено значний вклад у розвиток і становлення української школи технічного забезпечення проведення підводних розкопок. В ході досліджень впроваджено використання підводної робототехніки (телекерованих підводних апаратів) та міні-підводних човнів (населених підводних апаратів). В результаті дослідження підводних пам'яток в науку введені невідомі раніше методи консервації та реставрації. Серед них консервація та реставрація: книг з затонулого в 1917 р. есмінця (о. Зміїний), амфор з візантійського корабля IX ст., штурмовика 2-ї Світової війни «Ил-2». Створена співробітниками Департаменту наукова схема обліку пам'яток у відповідних акваторіях відіграє важливу роль у дослідженнях українських та зарубіжних археологів.
Департаментом досліджено десятки археологічних об'єктів, багато з останніх є унікальними і мають загально європейське значення.
Робота Департаменту ведеться у двох секторах: сектор шельфових прибережних досліджень і глибоководний сектор.
На виконання доручення Президента України Департаментом організовано і проведено Українсько-Американську експедицію «Чорне море-2006», Міжнародну експедицію «Візантія-2007» та ІІІ Глибоководну експедицію в 2008 році. Вперше вчені дослідили шельф Чорного моря на глибинах від 100 до 2090 м та провели на глибині 140 м підводні розкопки залишків вітрильно-веслового корабля епохи Візантії (IX—X ст.). Доказано існування на дні Чорного моря пам'яток, наукова цінність яких виходить за межі національної науки. Результати експедиції це новий етап підводної археології України, народження її глибоководної галузі. Вперше в світовій практиці підводної археології підводні розкопки було проведено без участі людей (за допомогою роботів). Департамент має свій власний ТПА «Софокл-1».